# Шполянський Леонтій Васильович
Леонтій Шполянський (латис. Leontijs Špoļanskis; 4 лютого 1886 — 7 серпня 1963) — латвійський політик українського походження. Член 2-го, 3-го та 4-го Сейму Латвії.

## Життєпис
Народився 4 лютого 1886 року (22 січня за старим стилем) у Києві в родині купця Василя та Тетяни Шполянських. Проте в анкеті, складеній 1941 року (за радянської влади) зазначав, що «батьки були простого походження. Мати була неграмотна». У цій же анкеті Шполянський зазначав, що його батько за часів Миколи І був кантоністом. Це пояснює пересуди про єврейське коріння Л. В. Шполянського, хоча останній завжди позиціонував себе росіянином і православним.
1904 року закінчив Київське комерційне училище і вступив на хімічний факультет Київського політехнічного інституту. Покинув навчання на останньому курсі.
Під час Першої світової війни з 1916 по 1918 рік служив у російській армії. У 1920—1922 роках був головою Торф'яного комітету УСРР. 1922 році переїхав до садиби в околицях Прейлі, яку купив ще 1905 року. З цієї причини отримав латвійське громадянство.
З 1925 по 1934 рік був депутатом Сейму: обирався до 2-го, 3-го і 4-го Сеймів. Представляв Об'єднану партію російських церковно-громадських працівників, так званих «земців». Шполанський був членом 2-го уряду Юрашевського і Цельмінського без права голосу як міністр сільського господарства. Після його звільнення з посади міністра у травні 1929 року партія Шполянського вийшла з коаліції. На початку 1930-х років у пресі поширювалися чутки про зв'язок Шполянського з посольством СРСР у Латвії і про те, що газета «Новий голос» видається за гроші СРСР. Але це не підтвердилось.
В 1944 році дружина Шполянського з дітьми залишила Латвію, Леонтій Шполянський залишився в Ризі, де помер 7 серпня 1963 року.

## Родина
Дружина: Євгенія Олексіївна (уроджен. Матушевська; нар. 23 грудня 1885 року в Києві).
Син Ростислав-Михайло (19 листопада 1912, Київ — 25 липня 1991, Париж, Франція). Був членом ризької російської студентської корпорації «Рутенія».
Дочка Ірина-Світлана (17 грудня 1920, Київ — ?).